# Ермак, Павел Ильич
Павел Ильич Ерма́к (25 ноября 1911, село Царицыно — 15 февраля 1945, Хойнице, Польша) — Герой Советского Союза, командир мотострелкового батальона 68-й механизированной бригады 8-го механизированного корпуса 70-й армии 2-го Белорусского фронта, капитан.

## Биография
Родился в семье крестьянина, по национальности украинец, получил среднее образование.
С 1932 года жил в селе Вишенки Лохвицкого района Полтавской области Украины. Работал трактористом в совхозе, бригадиром тракторной бригады.
В Советской Армии с 1933 года. В 1937 году окончил курсы командного состава в городе Проскуров. Участвовал в походе советских войск на Западную Украину в 1939 году, в советско-финской войне 1939—1940 годов. Член ВКП(б) с 1939 года.
С началом Великой Отечественной войны в действующей армии. Воевал в Сталинграде.
Мотострелковый батальон 68-й механизированной бригады (8-й механизированный корпус, 70-я армия, 2-й Белорусский фронт) под его командованием с 13 января по 15 февраля 1945 года с боями прошёл до 600 км, овладев рядом крупных населённых пунктов, в том числе городами Мариенбург и Хойнице. Подразделением было уничтожено и взято в плен несколько сот солдат и офицеров противника.
15 февраля 1945 года при отражении контратаки врага погиб.
Звание Героя Советского Союза присвоено 29 июня 1945 года посмертно.

## Семья
- Жена — Галина Моисеевна Крупко (1908-?)
- два сына — Виктор и Павел.[2]

Сыновья Виталий и Павел
Внуки Владимир и Виталий
Правнуки Виктория, Алина, Владислав.

## Награды
- Медаль «Золотая Звезда»
- Орден Ленина
- Орден Красного Знамени
- Орден Красной Звезды
- Медаль «За оборону Сталинграда»

## Память
- Похоронен в городе Хойнице
- Именем Героя названа Безсальская 8-летняя школа Лохвицкого района
- В городе Лохвица на аллее Героев установлен его портрет
- В 1975 году улица Новая была названа в честь Павла Ермака в городе Калачинск.[2]